# Computer Entertainment Rating Organization
Computer Entertainment Rating Organization (яп. 特定非営利活動法人コンピュータエンターテインメントレーティング機構, Токутеі хіеірі кацудо: хо:дзин конпю:та ента:теінменто ре:тінґу кіко:) (скорочено CERO)  — організація, яка займається оцінкою і наступним присвоєнням рейтингу відеоіграм та розважальному програмному забезпеченню, які продаються на території в Японії. СЕРО була заснована в липні 2002 року як відгалуження Computer Entertainment Supplier's Association, і у 2003 стала офіційно визнаною неприбутковою організацією.

## Система оцінювання
Поточна версія рейтингової системи діє з 1 березня 2006 року і має наступний вигляд:
(позначення  — віковий ценз: приклади ігор цієї категорії)
- A —  без вікових обмежень: Dragon Ball Z: Burst Limit, Sonic Unleashed.
- B —  від 12 і більше: Metroid Prime 2: Echoes, Street Fighter IV, Burnout Paradise, Tales of Vesperia.
- C — від 15 і більше: Devil May Cry, Soulcalibur IV, Dissidia: Final Fantasy, Midnight Club: Los Angeles.
- D — від 17 і більше: Higurashi no Naku Koro ni, Halo 3, BioShock,  Bayonetta.
- Z — від 18 і більше: Assassin's Creed, Dead Rising, Fable II, Fallout 3.

За віковими обмеженнями можна порівняти рівні оцінювання СЕРО з іншими рейтинговими системами такими як північноамериканська ESRB або європейська PEGI (докладніше у Система оцінювання комп'ютерних ігор). Однак, зважаючи на культурні відмінності, гра може отримувати різні оцінки в різних країнах. Наприклад, гра Shin Megami Tensei: Persona 3 оцінена «B» в CERO, що технічно відповідає «T»(12+) в Європі та Північній Америці, але ця гра була оцінена ESRB як «М»(17+).
Деякі оцінки, однак, є узгодженими, як-от NO More Heroes: «М» за ESRB, «D» — CERO і 16 — PEGI. Крім того, деякі ігри можуть бути частково відцензуровані, тобто усунута  більшість дорослих тем у змісті ігор.

### Позначки короткого опису вмісту гри
У квітні 2004 CERO били прийняті нижче описані «позначки короткого опису вмісту гри», які зображаються на всіх товарних упаковках, окрім товарів з рейтингом «А».
- Любов: Sakura Wars, Grandia III, Final Fantasy XIII.
- Секс: The King of Fighters, Doki Doki Majo Shinpan!, Soulcalibur IV.
- Жорстокість: Dynasty Warriors, Metal Gear Solid, Resident Evil, Killer7.
- Жахи: LifeSigns: Surgical Unit, Fatal Frame, xxxHolic, BioShock.
- Азартні ігри: 81diver, Bully
- Злочин: The Legend of Zelda: Twilight Princess, Wild Arms 5, Test Drive Unlimited
- Вживання алкоголю і сигарет: Machi: Unmei no Kousaten, Days of Memories 2
- Вживання наркотиків: Grand Theft Auto: Vice City
- Лихослів'я: Kanon, Tales of Innocence, killer7, Tales of Vesperia

### Попередня система оцінювання
Наступні рейтинги вживалися до березня 2006:
- Free замінено на A
- 12+ замінено на B
- 15+ замінено на C
- 18+ замінено на D і Z

Основною відмінністю між двома рейтинговими системами було включення 17+, через значний проміжок між 15+ і 18+.

## Інше
- ESRB, рейтингова система комп'ютерних і відео ігор у США та Канаді
- ELSPA, попередня британська рейтингова система, яка була замінена  PEGI.
- PEGI європейська система оцінювання відеоігор
- USK німецька рейтингова система
- GRB рейтингова система Південної Кореї